# Cementerio, Nuevo México
Cementerio, Nuevo México es una pintura de principios del siglo XX del artista estadounidense Marsden Hartley. Realizada en óleo sobre lienzo, la pintura representa un cementerio en el Pueblo de Taos, Nuevo México. La obra está en la colección del Museo Metropolitano de Arte de Nueva York.

## Descripción

### Historia
En 1918-19, Marsden Hartley y un grupo de artistas visitaron el suroeste de Estados Unidos. Un destino de este viaje fue el estado de Nuevo México, específicamente la ciudad de Taos, la cercana Reserva del Pueblo de Taos (que albergaba a un grupo de artistas residentes conocido como la colonia de arte de Taos) y Santa Fe. Hartley y sus compañeros de viaje vivieron en la colonia de arte durante 18 meses. Durante este período de habitación, Hartley tomó nota mental de la topografía del área, el cielo y un pequeño cementerio cercano. Sin embargo, no pudo convertir la escena en una pintura en ese momento.
Durante su visita a Europa (en un viaje de 1923 a 1924), Hartley comenzó a pintar una serie de obras que llamó "recuerdos". Las obras que Hartley produjo en esta serie fueron pintadas de memoria, siendo una de ellas Cementerio, Nuevo México, una pintura modernista que representa un pequeño cementerio en el Pueblo de Taos. Como se señala en el perfil de Cementerio del Met, Hartley pintó de memoria para emular al artista estadounidense Albert Pinkham Ryder, a quien el primero admiraba.

### Cuadro
El cementerio en sí representa un cementerio ubicado frente a una montaña en el Pueblo de Taos, Nuevo México. Como se señala en el perfil del Cementerio del Met, la obra exhibe signos de haber sido pintada de una manera exagerada, abstracta y perezosa, probablemente como resultado de haber sido pintada de memoria por Hartley.